# John D. MacDonald
John Dann MacDonald (Sharon (Pennsylvania), 24 juli 1916 - Milwaukee, 28 september 1986) was een Amerikaans schrijver van detective- en sciencefictionboeken en -verhalen.

## Biografie
John MacDonald werd in 1916 geboren in Sharon (Pennsylvania) waar zijn vader, Eugene Macdonald, werkte voor de Savage Arms Corporation. Het gezin verhuisde in 1926 naar Utica (New York), waar zijn vader penningmeester werd van het Utica-kantoor van Savage Arms. In 1934 werd MacDonald een aantal weken naar Europa gestuurd.
Nadat MacDonald afstudeerde aan de middelbare school, schreef hij zich in bij de Wharton School van de Universiteit van Pennsylvania maar hij stopte tijdens zijn tweede jaar. MacDonald werkte korte tijd in New York en werd vervolgens toegelaten tot de Universiteit van Syracuse waar hij zijn toekomstige vrouw Dorothy Prentiss, ontmoette. Ze trouwden in 1937 en hij studeerde het jaar daarop af aan de universiteit en het echtpaar zou één kind krijgen, een zoon.
In 1939 behaalde MacDonald een MBA aan de Harvard-universiteit. Hij was later in staat om van deze opleiding goed gebruik te maken door ingewikkelde zakelijke zwendel op te nemen in de plots van verschillende van zijn romans.
In 1940 ging MacDonald in dienst als eerste luitenant bij het Army Ordnance Corps. Tijdens de Tweede Wereldoorlog diende hij in het Office of Strategic Services in de regio China-Birma-India. Deze regio kwam voor in veel van zijn vroegere korte verhalen en romans. Hij werd in september 1945 ontslagen als luitenant-kolonel en in 1949 verhuisde de familie naar Florida en vestigde zich uiteindelijk in Sarasota.
MacDonald’s literaire carrière begon eerder toevallig. In 1945 toen hij nog in het leger was, schreef hij een korte verhaal dat hij naar zijn vrouw opstuurde. Zij stuurde het eerst door naar het magazine Esquire, die het weigerde en vervolgens naar het magazine Story die $25 betaalde en het publiceerde. Na zijn ontslag uit het leger spendeerde MacDonald vier maanden aan het schrijven van korte verhalen om uiteindelijk $40 te verdienen voor een verhaal in het pulpmagazine Dime Detective. Hij zou uiteindelijk bijna 500 korte verhalen verkopen aan tijdschriften voor detective, mysterie, avontuur, sport, western en sciencefiction. Verschillende keren waren de verhalen van MacDonald de enige in een nummer van een tijdschrift, maar dit werd verborgen door pseudoniemen te gebruiken. Tussen 1946 en 1951 publiceerde MacDonald meer dan 200 korte verhalen onder zijn eigen naam, maar ook verhalen als Peter Reed, John Farrell (soms John Wade Farrell), Scott O'Hara, Robert Henry, Harry Reiser en John Lane. Deze pseudoniemen werden einde 1951 allemaal gestopt en daarna publiceerde MacDonald al zijn werk onder zijn echte naam.
Toen er een sterke opkomst kwam van de paperbacks, schakelde MacDonald over naar langere fictie en in 1950 werd zijn eerste roman The Brass Cupcake gepubliceerd. MacDonald schreef buiten detectiveverhalen ook verschillende sciencefictionromans en -verhalen. Tussen 1953 en 1964 specialiseerde hij zich in misdaadthrillers, veelal in het hard-boiledgenre. Zijn grootste successen had hij met de serie over de intelligente, introspectieve en (soms) cynische detective Travis McGee.
MacDonald wordt aanzien als een van de meest succesvolle Amerikaanse romanschrijvers van zijn tijd, MacDonald verkocht naar schatting 70 miljoen boeken in zijn carrière. In 1972 ontving hij van de Mystery Writers of America de Grand Master Award voor levenslange prestaties en constante kwaliteit. 
Na complicaties tijdens een overbruggingsoperatie kwam MacDonald op 10 december 1986 in een coma terecht en hij overleed op zeventigjarige leeftijd op 28 december 1986.

### Travis McGee-serie
- 1964: The Deep Blue Good-by
- 1964: Nightmare in Pink
- 1964: A Purple Place for Dying
- 1964: The Quick Red Fox
- 1965: A Deadly Shade of Gold
- 1965: Bright Orange for the Shroud
- 1966: Darker than Amber
- 1966: One Fearful Yellow Eye
- 1968: Pale Gray for Guilt
- 1968: The Girl in the Plain Brown Wrapper
- 1969: Dress Her in Indigo
- 1970: The Long Lavender Look
- 1971: A Tan and Sandy Silence
- 1973: The Scarlet Ruse
- 1973: The Turquoise Lament
- 1975: The Dreadful Lemon Sky
- 1978: The Empty Copper Sea
- 1979: The Green Ripper
- 1981: Free Fall in Crimson
- 1982: Cinnamon Skin
- 1984: The Travis McGee Quiz Book (samengesteld door John Brogan, voorwoord van MacDonald)
- 1985: The Lonely Silver Rain

### Romans (exclusief sf)
- 1950: The Brass Cupcake
- 1951: Murder for the Bride
- 1951: Judge Me Not
- 1951: Weep for Me
- 1952: The Damned
- 1953: Dead Low Tide
- 1953: The Neon Jungle
- 1953: Cancel All Our Vows
- 1954: All These Condemned
- 1954: Area of Suspicion
- 1954: Contrary Pleasure
- 1955: A Bullet for Cinderella (herdrukt als On the Make)
- 1956: Cry Hard, Cry Fast
- 1956: April Evil
- 1956: Border Town Girl (herdrukt als Five Star Fugitive)/ Linda
- 1956: Murder in the Wind (herdrukt als Hurricane)
- 1956: You Live Once (herdrukt als You Kill Me)
- 1957: Death Trap
- 1957: The Price of Murder
- 1957: The Empty Trap
- 1957: A Man of Affairs
- 1958: The Deceivers
- 1958: Clemmie
- 1958: The Executioners (herdrukt als Cape Fear)
- 1958: Soft Touch
- 1959: Deadly Welcome
- 1959: The Beach Girls
- 1959: Please Write for Details
- 1959: The Crossroads
- 1960: Slam the Big Door
- 1960: The Only Girl in the Game
- 1960: The End of the Night
- 1961: Where is Janice Gantry?
- 1961: One Monday We Killed Them All
- 1962: A Key to the Suite
- 1962: A Flash of Green
- 1963: I Could Go On Singing
- 1963: On the Run
- 1963: The Drowner
- 1966: The Last One Left
- 1977: Condominium
- 1984: One More Sunday
- 1986: Barrier Island

### Anthologieën
- 1959: The Lethal Sex (een anthologie van mysterieuze verhalen van vrouwelijke auteurs, samengesteld door MacDonald)

### Collecties korte verhalen
- 1966: End of the Tiger and Other Stories
- 1971: S*E*V*E*N
- 1982: The Good Old Stuff – Een collectie van korte verhalen, gepubliceerd in pulpmagazines, uit de beginperiode van MacDonald
  - "Murder for Money" - Detective Tales, april 1952 als "All That Blood Money Can Buy"
  - "Death Writes the Answer" - New Detective Magazine, mei 1950 als "This One Will Kill You"
  - "Miranda" - Fifteen Mystery Stories, oktober 1950
  - "They Let Me Live" - Doc Savage Magazine, juli – augustus 1947
  - "Breathe No More" - Detective Tales, mei 1950 als "Breathe No More, My Lovely"
  - "Some Hidden Grave" - Detective Tales, september 1950 als "The Lady is a Corpse"
  - "A Time For Dying" - New Detective Magazine, september 1948 als "Tune In on Station Homicide"
  - "Noose For A Tigress" - Dime Detective, augustus 1952
  - "Murder In Mind" - Mystery Book Magazine, winter 1949
  - "Check Out At Dawn" - Detective Tales, mei 1950 als "Night Watch"
  - "She Cannot Die" - Doc Savage Magazine, mei – juni 1948 als "The Tin Suitcase"
  - "Dead On The Pin" - Mystery Book Magazine, zomer 1950
  - "A Trap For The Careless" - Detective Tales, maart 1950
- 1983: Two
- 1984: More Good Old Stuff
- 1987: The Annex and Other Stories (beperkte oplage van 350 stuks, geprint in Finland, met MacDonald's favoriete korte verhalen)[1]

### Sciencefiction

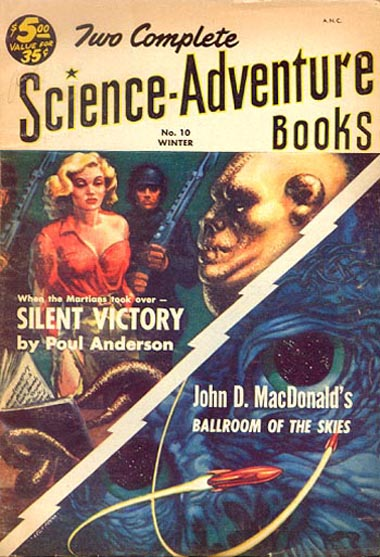
MacDonald's roman uit 1952 Ballroom of the Skies werd heruitgegeven in Two Complete Science-Adventure Books in 1953

- 1951: Wine of the Dreamers (herdrukt als Planet of the Dreamers) (nl: De planeet van de dromers)
- 1952: Ballroom of the Skies (nl: De danszaal van het heelal)
- 1962: The Girl, the Gold Watch & Everything
- 1978: Other Times, Other Worlds (sciencefictionverhalen gekozen door MacDonald en Martin H. Greenberg)
- 1980: Time and Tomorrow (een omnibus met drie sciencefictionromans)

### Non-fictie
- 1965: The House Guests
- 1968: No Deadly Drug
- 1981: Nothing Can Go Wrong (met kapitein John H. Kilpack), een verhaal over de laatste reis van de SS Mariposa
- 1986: A Friendship: The Letters of Dan Rowan and John D. MacDonald 1967-1974
- 1987: Reading for Survival

## Adaptaties
- De film Man-Trap uit 1961 was gebaseerd op de roman Soft Touch uit 1958.
- The Executioners uit 1957 werd in 1962 verfilmd als Cape Fear met Gregory Peck en Robert Mitchum in de hoofdrollen en nogmaals in 1991 door Martin Scorsese met Nick Nolte en Robert De Niro in de hoofdrollen.
- Van de roman Cry Hard, Cry Fast werd de tweedelige televisieserie Run for Your Life gemaakt in november 1967.
- Darker Than Amber werd verfilmd in 1970 met Rod Taylor in de rol van Travis McGee.
- Van de roman Linda werden twee televisiefilms gemaakt, in 1973 en in 1993.
- In 1980 verscheen de televisiefilm The Girl, the Gold Watch & Everything, gebaseerd op de gelijknamige roman uit 1962 en de tweedelige televisiefilm Condomium, eveneens gebaseerd op de gelijknamige roman uit 1977.
- Sam Elliott speelde Travis McGee in 1983 in Travis McGee, de tv-adaptatie van The Empty Copper Sea.
- De actiefilm A Flash of Green van Victor Nuñez met Ed Harris in de hoofdrol was gebaseerd op de gelijknamige roman uit 1962

- Biblioteca Nacional de España: XX830471
- Bibliothèque nationale de France: cb11913730n (data)
- CiNii: DA0631905X
- Gemeinsame Normdatei: 119375060
- International Standard Name Identifier: 0000 0001 0866 4977
- Library of Congress Control Number: n79045202
- Nationale Bibliotheek van Letland: 000020494
- Bibliotheek van het Japanse parlement: 00448342
- Nationale Bibliotheek van Tsjechië: jn19981001795
- Nationale bibliotheek van Australië: 35127627
- Nationale Bibliotheek van Israël: 987007300024605171
- Nederlandse Thesaurus van Auteursnamen: 068576145
- Russische Staatsbibliotheek: 000091031
- Istituto Centrale per il Catalogo Unico: RAVV108149
- SNAC: w622351s
- Système universitaire de documentation: 026999331
- Trove: 834612
- Virtual International Authority File: 7393665
- WorldCat: E39PBJjCQH4xC8DMPTqJFCHV4q